# Aigars Fadejevs
Aigars Fadejevs (Valka, 27 dicembre 1975 – Riga, 17 dicembre 2024) è stato un marciatore e maratoneta lettone.

## Palmarès

### Giochi olimpici
- 1 medaglia:
  - 1 argento (Sydney 2000 nella marcia 50 km)

### Europei
- 1 medaglia:
  - 1 argento (Budapest 1998 nella marcia 20 km)

### Europei under 23
- 1 medaglia:
  - 1 oro (Turku 1997 nella marcia 20 km)

## Altre competizioni internazionali
1998
- Bronzo in Coppa Europa di marcia ( Dudince), marcia 20 km - 1h20'44"

2006
- Argento alla Kuldigas Half Marathon ( Kuldīga) - 1h08'38"

2008
- 13º alla Maratona di Vienna ( Vienna) - 2h18'19"
- 21º alla Ottawa Marathon ( Ottawa) - 2h20'13"
- Oro alla Valmiera Marathon ( Valmiera) - 2h19'57"

2011
- 6º alla Bikernieku Half Marathon ( Riga) - 1h14'38"

2012
- Oro alla Valmiera Marathon ( Valmiera) - 2h35'45"